# Phiditia lucernaria
Phiditia lucernaria är en fjärilsart som beskrevs av Walker 1866. Phiditia lucernaria ingår i släktet Phiditia och familjen silkesspinnare. Inga underarter finns listade i Catalogue of Life.